# Lietuvos Lyga 1943-1944
L'edizione 1943-1944 della Lietuvos Lyga fu la 23ª del massimo campionato di calcio lituano; il campionato non fu portato a termine. 

## Formula
Si tornò a disputare il campionato su un girone unico: le squadre partecipanti furono 9 che si sarebbero dovute incontrare in gironi di andata e ritorno per un totale di 18 turni e 16 incontri per squadra. La stagione fu interrotta per l'invasione tedesca dell'Unione Sovietica a poche giornate dalla fine.
Si trattò anche dell'ultimo campionato disputato nella Lituania indipendente: dalla stagione successiva i campionati furono disputati come livello regionale dell'Unione Sovietica, mentre le più forti squadre lituane disputavano il campionato nazionale sovietico.

## Classifica finale
| Pos. | Squadra            | Pt | G  | V  | N | P  | GF | GS | DR  |
| ---- | ------------------ | -- | -- | -- | - | -- | -- | -- | --- |
| 1.   | Tauras Kaunas      | 22 | 14 | 10 | 2 | 2  | 41 | 19 | +22 |
| 2.   | Perkūnas Kaunas    | 22 | 15 | 10 | 2 | 3  | 42 | 16 | +26 |
| 3.   | Gubernija Šiauliai | 22 | 15 | 10 | 2 | 3  | 46 | 30 | +16 |
| 4.   | LGSF Vilnius       | 14 | 14 | 7  | 0 | 7  | 30 | 36 | -6  |
| 5.   | LGSF Kaunas        | 13 | 15 | 6  | 1 | 8  | 45 | 33 | +12 |
| 6.   | Kovas Kaunas       | 12 | 15 | 5  | 2 | 8  | 27 | 43 | -16 |
| 7.   | MSK Panevėžys      | 11 | 15 | 4  | 3 | 8  | 26 | 43 | -17 |
| 8.   | Šarūnas Vilnius    | 9  | 14 | 3  | 3 | 8  | 21 | 41 | -20 |
| 9.   | LFLS Kaunas        | 7  | 15 | 2  | 3 | 10 | 22 | 39 | -17 |